# Prionapteryx obeliscota
Prionapteryx obeliscota is een vlinder uit de familie grasmotten (Crambidae). De wetenschappelijke naam is voor het eerst geldig gepubliceerd in 1936 door Meyrick.
De soort komt voor in Europa.